# Roider Jackl
Der Roider Jackl (* 17. Juni 1906 in Weihmichl; † 8. Mai 1975 in Freising; eigentlich Jakob Roider) war ein bayerischer Volkssänger und Förster.

## Leben
Jakob Roider wurde als 16. und letztes Kind der Eheleute Franziska und Johann Baptist Roider in Weihmichl bei Landshut geboren. Auf dem Anwesen der Kleinbauern- und Weberfamilie wuchs er auch auf. Da er nur sieben Klassen Volksschule besuchen konnte, arbeitete er zunächst als Schreiner und verpflichtete sich dann 1927 für zwölf Jahre bei der Reichswehr. Dies bot ihm einerseits soziale Sicherheit und am Ende der Dienstzeit sozialen und wirtschaftlichen Aufstieg durch Ausbildung zu einem angesehenen Beamtenberuf. Jakob Roider wollte Förster werden.
Als Volkssänger entdeckt wurde er 1931 beim 1. Niederbayerischen Preissingen im Leiderer-Saal in Landshut. Von da an war der Jackl zusammen mit seinem Bruder Wastl, dem späteren Bürgermeister von Weihmichl, oft als Gesangsduo im Radio zu hören. 1931 siegte er beim Stegreif-Gstanzl-Wettbewerb des Bayerischen Rundfunks. 
1934 heiratete er Therese Schwaiger († 1956). Er hatte mit ihr zwei Kinder, Irma (* 1934) und Werner (* 1939). Vor allem um seine behinderte Tochter Irma finanziell abzusichern, strebte er nun eine Ausbildung zum Beamten an. Nachdem er an den Standorten Landshut, München, Augsburg, Bad Reichenhall und Berlin gedient hatte, ließ er sich von 1936 bis 1939 zum Förster ausbilden. Danach war er Kriegsteilnehmer.
Nach Kriegsende trat er als politisch Unbelasteter umgehend seine Tätigkeit im gehobenen Forstdienst an und übte sie in Freising bis zu seiner Pensionierung als Forstamtmann im Jahr 1967 aus. Sein Revier waren die Isarauen, und als der Großflughafen München gebaut werden sollte, bekämpfte er an der Seite der Gegner das Projekt vehement. 
Große Bekanntheit erlangte der Roider Jackl in der Nachkriegszeit bis Anfang der 1950er-Jahre durch das Vortragen von Gstanzln (kurzen bayerischen Spottliedern). So wirkte er unter anderem in der ab 1952 im Bayerischen Rundfunk ausgestrahlten Weißblauen Drehorgel oder auch beim Salvatoranstich auf dem Nockherberg mit. Zu seinen Bewunderern gehörte auch Karl Valentin. 
Allgemein bezog er sich mit seinen Liedern und Gstanzln sowohl auf aktuelle politische Ereignisse wie auch auf verbreitete menschliche Schwächen. Kaum einer der so „Derbleckten“ war jemals beleidigt, man betrachtete es im Gegenteil als besondere Ehre, von ihm aufs Korn genommen zu werden. 1971 erhielt er den Bayerischen Poetentaler.
Beispiele für Gstanzln des Roider Jackl sind:
Über die Ewiggestrigen:
  Hoffentlich geht’s bei uns ruhig weida

  und kimmt net wieder a Gefreida

  der de Leit damisch macht

  daß hernach wieder ois zammakracht
Über Berufsbayern:
  Unsere weißblaua Krampfsepperln

  san für mi a routs Duach

  wenn jetzat oana Oachkatzlschwoaf song ko

  schreibt a scho über Bayern a Buach
Über sich selbst:
 Jetzt muaß i aufhern zum Singa

 sonst wer i berühmt

 und kriag a r’a so a Denkmal

 da wo’s Wasser rausrinnt.
Tatsächlich erinnern heute der Roider-Jackl-Brunnen von Hans Osel auf dem Viktualienmarkt in München, der Roider-Jackl-Brunnen von Karl Huber in Freising am Fuße der oberen Domberggasse sowie der Roider-Jackl-Brunnen von Peter Lange vor dem Haus der Begegnung seines Geburtsortes Weihmichl an ihn. In Freising und Landshut gibt es zudem einen Roider-Jackl-Weg.
Der Roider Jackl starb 1975 im Alter von 68 Jahren und fand seine letzte Ruhestätte auf dem Friedhof Sankt Georg im oberbayerischen Freising.

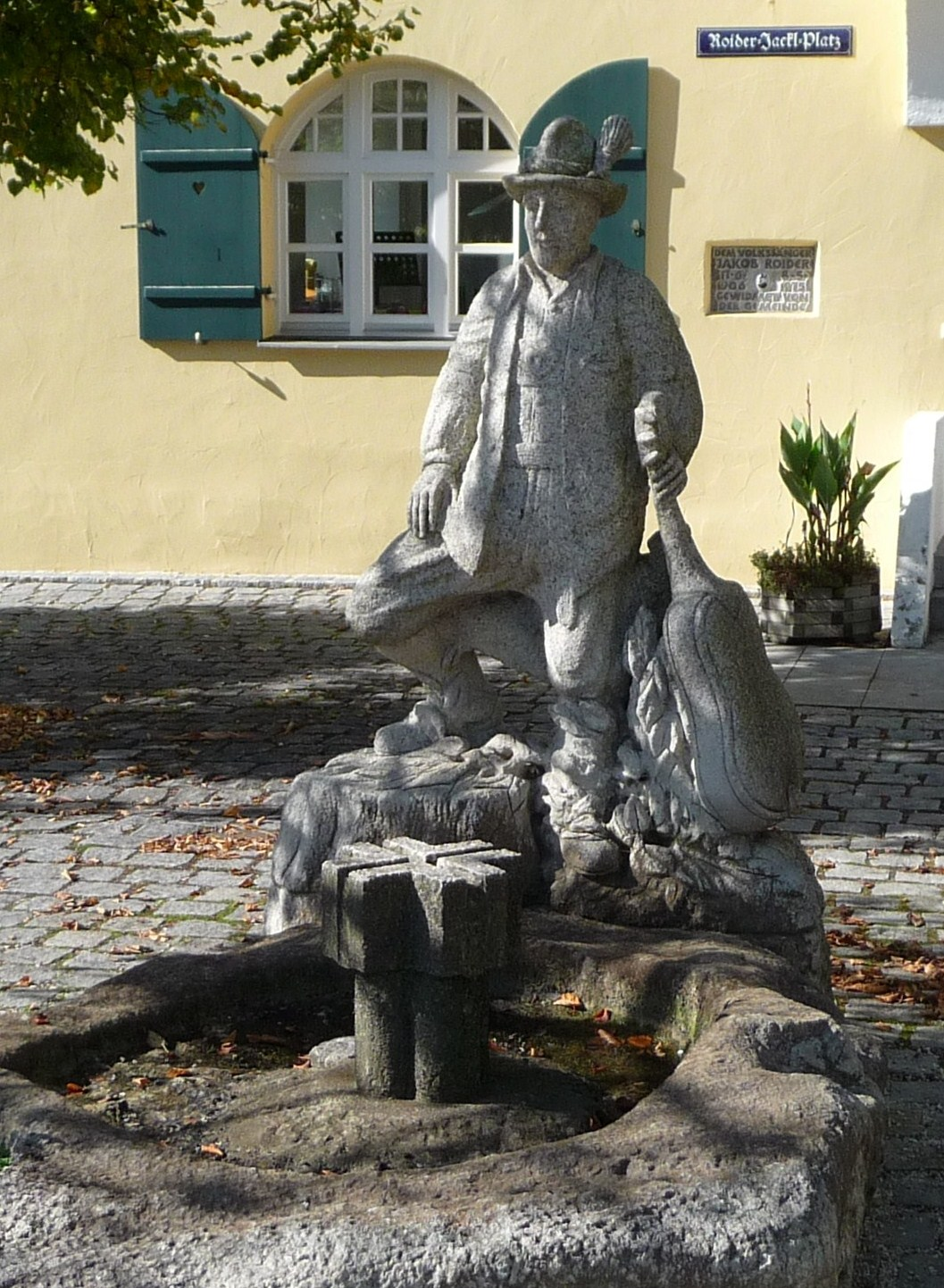
Der Roider-Jackl-Brunnen in Weihmichl
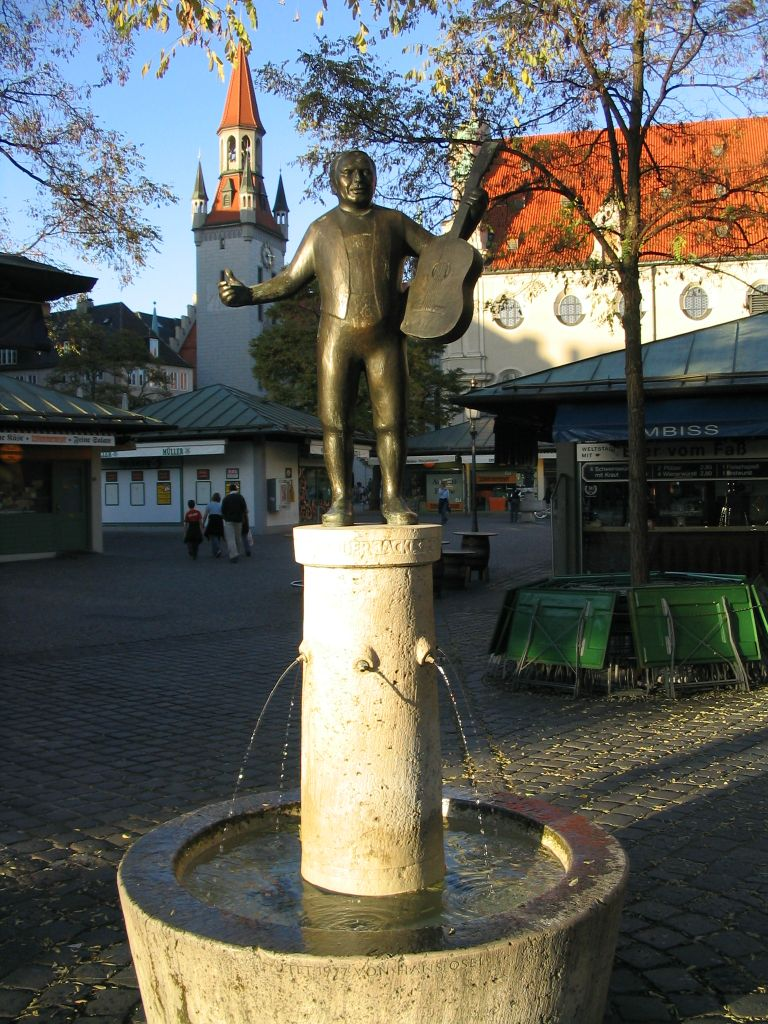
Roider-Jackl-Brunnen auf dem Viktualienmarkt in München
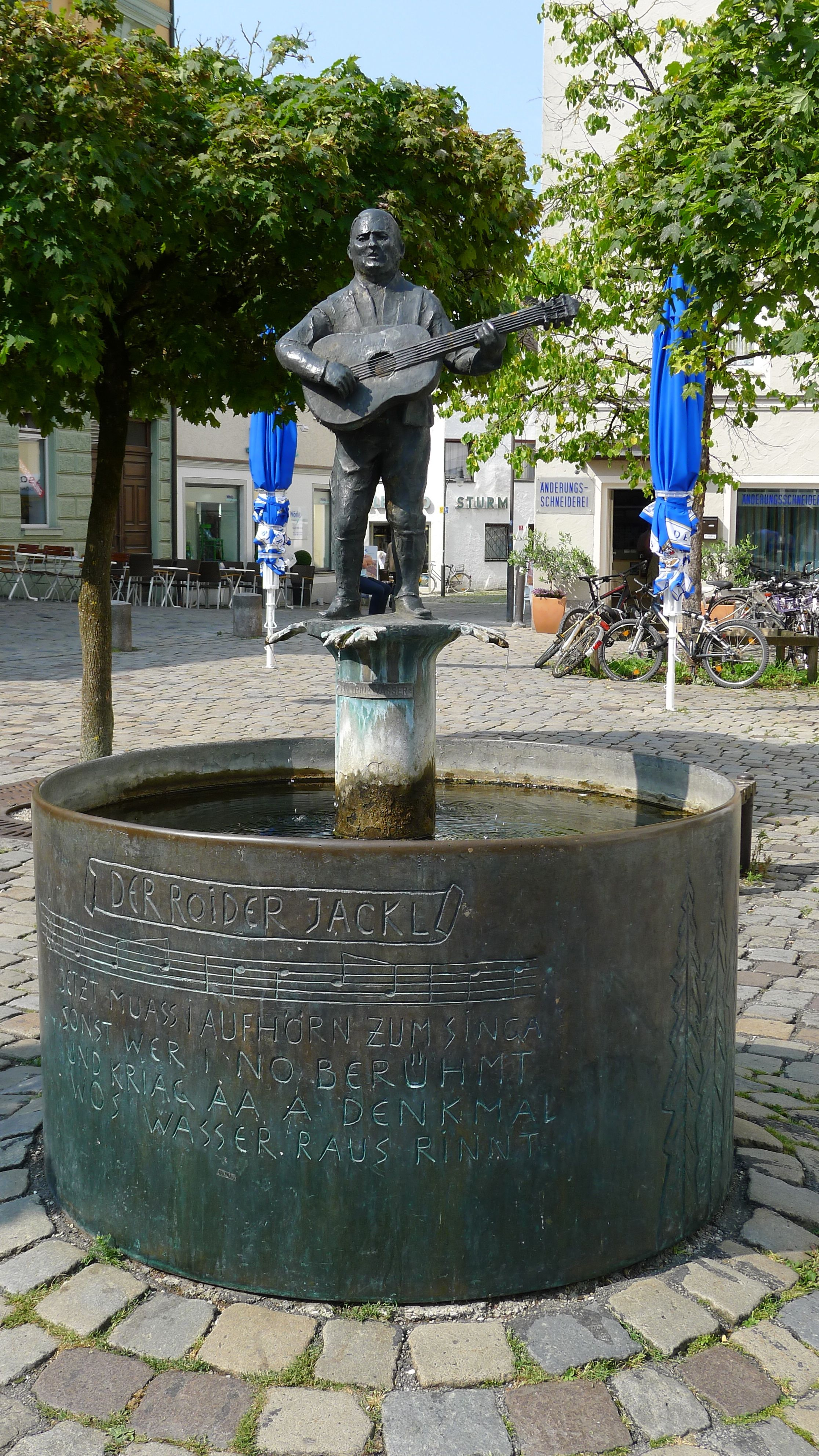
Der Roider-Jackl-Brunnen in Freising mit dem Gstanzl des Roider Jackl über sich selbst
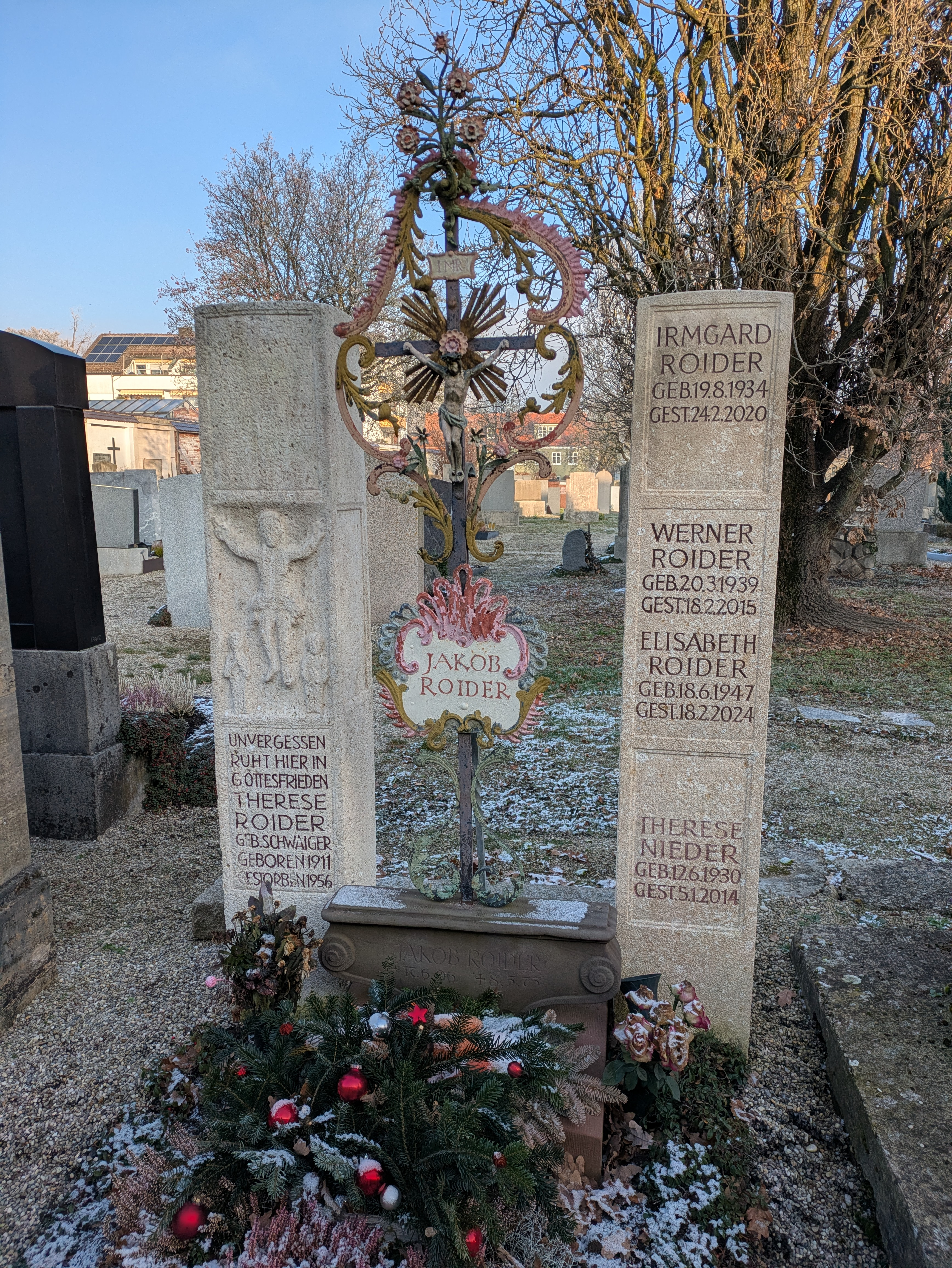
Grab auf dem Friedhof St. Georg in Freising